# هاهن ایر
هاهن ایر (به انگلیسی: Hahn Air) یک شرکت هواپیمایی با کد یاتا HR است که در تاریخ ۱۹۹۴ میلادی تأسیس شده‌است. دفتر مرکزی هاهن ایر در درای‌آیش، آلمان واقع شده‌است.